# Caspar Frederik Wegener
Caspar Frederik Wegener, född den 13 december 1802 i Gudbjergs prästgård, död den 9 maj 1893 på Vesterbro, var en dansk arkivman och historiker.
Wegener verkade sedan 1826 som adjunkt vid Sorø Akademi, blev under tiden teologie kandidat 1828 och filosofie doktor samt utnämndes 1836 till lektor vid därvarande akademi. Han gjorde sig tidigt bemärkt som historisk författare dels genom Liden Krønike om Kong Frederik og den danske Bonde (1843), en populär framställning av bondeståndets frigörelse under Fredrik VI, som inte oväsentligt påverkade bonderörelsen under de följande åren, dels genom flera verkligt lärda skrifter, som Karl Danske, greve af Flandern (1839), en anmälan av Dahlmanns "Geschichte Dänemarks" (1841) och Anders Sørensen Vedel (1846).
Sedan Wegener 1848 blivit kunglig historiograf och gehejmearkivarie – en plats, som han beklädde till 1882, då han fick titeln geheimekonferensråd – utgav han en hel rad skrifter, i vilka han med värme, men rätt ensidigt förfäktade Danmarks rätt emot anspråken från Slesvig och Holsten: Om den uadskillelige Forbindelse mellem Danmark og Slesvig (1848), Om Landshøjheden over Gamle Rendsborg paa Ejderøen (1849), Om Hertugen af Augustenborgs Forhold til det holstenske Oprør (1849; svensk översättning samma år) och Aktmæssige Bidrag til Danmarks Historie i det 19:de Aarhundrede (1851).
Wegener fick även, tillsammans med juristen J.E. Larsen, uppdrag att avfatta aktstycken, som lades till grund för den nya tronföljden (med prins Kristian av Glücksborg). Men då ministären Bluhme vid förslaget därom i oktober 1852 gick ända därhän, att den ville upphäva arvsföljden i Kongeloven, som var gemensam för kungariket och Slesvig, avlät Wegener en livlig protest i Forsvar for det danske Kongehuses fulde Arveret efter Lex regia. Detta blev signalen till en häftig strid och framkallade från ömse sidor en mängd flygskrifter samt styrkte det nationalliberala partiet i dess motstånd mot ministären.
Åtal väcktes mot författaren, som visserligen i januari 1854 frikändes av Højesteret, men erhöll en tillrättavisning från allerhögsta ort. Wegener förblev detta oaktat i gunst hos Fredrik VII, som han åtföljde på flera resor, och skrev på hans uppmaning Historiske Efterretninger om Abrahamstrupgaard i ældre og nyere Tid (2 band, 1855–1856). Dessförinnan hade han lämnat redogörelser för kungens utgrävningar vid Asserbo och Søborg. Han var också en av exekutorerna av kungens testamente och skrev 1866 Mindeskrift om Kong Frederik VII.
Wegener ledde utgivningen av Aarsberetninger fra Geheimearkivet (6 band, 1852–1882, omfattande tiden 1848–1881), som innehåller många viktiga aktstycken till Danmarks inre och yttre historia. Han var sedan 1839 ledamot av Selskabet for fædrelandets historie og sprog (ordförande 1851–1866) och blev 1843 ledamot av Videnskabernes selskab. Han var också ledamot av Vetenskapssocieteten i Uppsala (1857) och av Vitterhets-, historie- och antikvitetsakademien (1862).
I det politiska livet deltog Wegener 1848–1849 som kungavald medlem av den grundlagsstiftande riksförsamlingen och var bland dem, som protesterade mot grundlagen av fruktan för följderna av den allmänna rösträtten. Wegener var ivrig boksamlare. Han skaffade sig efter hand ett ypperligt bibliotek om 40 000 band, utan tvivel det största enskilda i Danmark. Efter hans död inköptes det av staten för det nya provinsbiblioteket i Aarhus (katalog i fyra band utkom 1898).